# Manōlīs Psōmas
Manōlīs Psōmas (in greco Μανώλης Ψωμάς?; Retimo, 11 novembre 1978) è un ex calciatore greco, di ruolo difensore.

## Carriera
Ha giocato complessivamente 202 partite nella massima serie greca con varie squadre.